# Ђорђе Миловановић (фудбалер)
Ђорђе Миловановић (Сремска Рача, 13. септембар 1956 — Сремска Митровица, 15. фебруар 2009) је био југословенски и српски фудбалер.

## Каријера
Фудбал је почео да игра у родној Сремској Рачи, а затим је као перспективан играч отишао у Радник из Бијељине, где је брзо био запажен и прешао у Црвену звезду.
Миловановић је био стандардни првотимац „црвено-белих од 1978. до 1985. године, за које је одиграо 166 такмичарских утакмица и постигао 12 голова. Помогао је у освајању две титуле шампиона (1980, 1984) и два национална Купа (1982, 1985), а због одслужења војног рока није учествовао у шампионском походу на првенство у сезони 1980/81. Такође, Миловановић ће остати упамћен као незаменљиви члан везног реда генерације која је под тренерском палицом Бранка Станковића у сезони 1978/79. стигла до финала Купа УЕФА.
Након Звезде наставио је каријеру у аустријском Салцбургу, а по повратку у земљу играо је у Петрињи и митровачком Срему, где је и престао с активним играњем фудбала.
Миловановић је био играч средине терена, а посебно је био познат по изузетно снажном и прецизном ударцу. По окончању играчке карије бавио се тренерским позивом.
Његов син је бивши фудбалер и капитен Црвене звезде Дејан Миловановић.
Ђорђе Миловановић је преминуо 15. фебруара 2009. у Сремској Митровици.